# Christian Thomasius

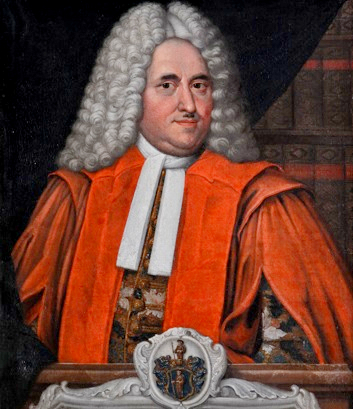
Christian Thomasius, malował Johann Christian Heinrich Sporleder.

Christian Thomasius (ur. 1 stycznia 1655 w Lipsku, zm. 23 września 1728 w Halle) – filozof niemiecki, „ojciec niemieckiego oświecenia”, związany przez większość życia z Uniwersytetem w Halle.
Jego ojcem był Jakob Thomasius – jeden z nauczycieli Leibniza. Już w 1687 roku prowadził swoje wykłady w języku niemieckim, a nie, jak to bywało dotąd, po łacinie. Thomasius atakował metafizykę jako mało przydatną dziedzinę wiedzy i głosił, że konkretni Francuzi przewyższają w mądrości abstrakcyjnie myślących Niemców.
Był krytykiem  procesów o czary opierających się o  zbiorczą koncepcję czarostwa. Negował możliwość  paktu z szatanem czy występowanie sabatów. Uważał jednocześnie, że czarownicy mogą szkodzić ludziom za pomocą technik okultystycznych. W takim przypadku winne osoby powinny być skazywane na karę śmierci.

## Dzieła
- Lehrbuch des Naturrechtes (1687)
- Institutiones iurisprudentiae divinae (1688)
- Monatsgespräche (1688-1690)
- Summarischer Entwurf der Grundregeln, die einem studioso juris zu wissen nöthig (1699)
- De crimine magiae (1701)
- Fundamenta iuris naturae et gentium (1705)
- Selecta Feudalia (1708)
- Vom Recht des Schlafens und Träumens.